# The Tunnel (novel)
El túnel de William H. Gass, publicada en 1995 es su magnum opus, que le llevó 26 años escribir y que le valió el American Book Award de 1996. También fue finalista del PEN/Faulkner award.

## Planteamiento
The Tunnel trata sobre William Frederick Kohler, profesor de historia en una universidad anónima del Medio Oeste estadounidense. Sería la introducción de Kohler a su gran trabajo sobre la Segunda Guerra Mundial, Culpabilidad e Inocencia en la Alemania de Hitler, la culminación de sus años estudiando los aspectos del régimen nazi en el ámbito de sus causas y efectos, que convierte en The Tunnel, una representación brutalmente honesta y subjetiva de su propia vida e historia y lo opuesto al libro bien argumentado, investigado y objetivo que acaba de completar. 
Cuando la dura realidad de su trabajo comienza a aparecer en él, teme que su esposa, Martha, tropiece con sus papeles y lea sus descripciones más personales (y crueles) de él y de su vida. Debido a este miedo, esconde las páginas de The Tunnel dentro de Culpabilidad e Inocencia en la Alemania de Hitler. Durante este tiempo, comienza a cavar un túnel debajo del sótano de su casa, y finalmente esconde la tierra extraída dentro de los cajones de la colección de muebles antiguos de su esposa.
En 2006 Dalkey Archive Press lanzó un audiolibro de la novela completa leída por el autor (en 2005 en St. Louis). El folleto adjunto imprime la visión general de Gass sobre los contenidos, la estructura, la trama, el "estado del texto", el objetivo, el elenco, los niveles de organización, los problemas y otros asuntos de la novela.

## Resumen de la trama
Las 652 páginas de la novela están divididas en doce secciones principales. En una entrevista de radio en 1995 en KRCW con Michael Silverblatt, Gass afirmó la dificultad de las primeras secciones de la novela, que son introducidas por una cita de Anaxágoras ("El descenso al infierno es el mismo en todos los lugares").

### 1. La vida en una silla
Kohler presenta al lector su trabajo erudito sobre los alemanes, y contempla las implicaciones de pasar la mayor parte de su vida laboral en una silla. La silla que ocupa en la novela pertenecía a su mentor, el profesor de historia alemán y colaborador nazi Magus Tabor. Gass usa bastante variedad tipográfica en esta sección (una ventana y una Estrella de David, ambas construidas a partir de texto, son ejemplos notables) e incluye imágenes, dibujos y filigranas.

### 2. Koh silba
La segunda sección comienza con una compilación de excusas de los estudiantes universitarios de Kohler, y luego pasa a una contemplación de las musas. Esto lleva a Kohler a enumerar sus preferencias literarias, una letanía que incluye a Proust, Mann, Lawrence y Rilke. Estas reflexiones hacen que Kohler recuerde un paseo de la infancia a Market Street, que luego lo lleva a un examen de los gustos literarios de su juventud. La sección termina con una larga introducción del mentor de Kohler, Magus "Mad Meg" Tabor, que alterna las conferencias del profesor con las memorias del narrador.

### 3. No hemos vivido la vida correcta
Kohler reflexiona sobre su vida, intercalando recuerdos de la infancia con descripciones de su casa. El personaje de Uncle Balt, un agricultor alto y sonoro cuyas declaraciones folclóricas Kohler registra y contempla. Esta sección también contiene una visita a la oficina de la universidad de Kohler, y el primer pasaje extenso sobre los padres del narrador.

### 4. Hoy comencé a cavar
Kohler comienza a trabajar en su túnel, rompiendo el piso de cemento de su sótano y una capa de adoquines. Describe su espacio de trabajo, y medita sobre su matrimonio, su libro y sus colegas, específicamente Culp, un inveterado escritor de poemas obscenos y el líder de la tropa de boy scouts de los hijos de Kohler. Gass incluye muchas de las tendencias de Culp (intenta escribir una historia del mundo con un formulario) y también incluye algunos de los inventos tipográficos (una página diseñada para parecerse a un saco de papel, tarjetas de visita) que dominaron las secciones anteriores de la novela. .

### 5. Mad Meg
La sección se refiere principalmente a los recuerdos de Kohler de su profesor de historia: sus conferencias, su estilo conversacional, su enfermedad y eventual desaparición. Gass inserta recuerdos de la infancia de los paseos dominicales y la vida familiar, junto con un breve recuerdo del servicio militar de Kohler. Gass también presenta el Partido de las personas desilusionadas, un partido político ficticio que Kohler inventó (afirma que Mad Meg es el fundador espiritual). Kohler ha creado no solo una ideología completa, sino también banderas, logotipos y símbolos. El Partido aparece como un motivo en todo el libro.

### 6. Por qué las ventanas son importantes para mí
Kohler medita en ventanas de varios tipos a lo largo de la sexta sección del libro. Kohler continúa reflexionando sobre sus colegas, su maestra Meg, su vida familiar y su trabajo profesional sobre el Holocausto. Una subsección, titulada "Blackboard", contiene los pensamientos de Kohler sobre aulas, enseñanza y estudiantes. Otra subsección, "Kristallnacht", recuerda el tiempo de Kohler en Alemania como estudiante: estuvo presente durante la Kristallnacht, pero su participación en el evento real es ambigua.

### 7. El primer invierno de mi vida conyugal
Kohler narra escenas de su primera vida de casado con Martha. Viven en apartamentos provistos por la universidad y, debido a la delgadez de las paredes del complejo, pueden estudiar los hábitos diarios de una pareja que vive cerca de ellos. Kohler busca en un álbum familiar, deteniéndose en los retratos de su madre y su padre. Gass registra una escena angustiosa de los primeros años de Kohler como padre, que estrangula brevemente a su hijo cuando no puede evitar que llore. La sección termina con Kohler contemplando su pene, lo cual hace a menudo a lo largo de la novela.

### 8. La maldición de los colegas
Kohler describe a todos sus colegas en el departamento de historia: el presidente, Oscar Planmantee, que tiene un problema con uno de los estudiantes graduados de Kohler; Walter Hershel, un erudito pasado de moda y apacible; Tommasso Governali, una estrella en ascenso que tiene una hija adolescente ingobernable y desafiante; y Charles Culp, escritor de poesías obscenas. El Departamento de Historia se reúne para tratar las quejas de una estudiante sobre los avances sexuales de Kohler.

### 9. Alrededor de la casa
Kohler pasa por un largo ritual matutino, meditando sobre una variedad de temas mientras se prepara para escribir. Sus pensamientos derivan hacia Adolph Hitler, una figura central en el trabajo académico de Kohler. Se menciona brevemente la Guerra de Vietnam, que es una de las pocas referencias de la novela al período de tiempo en el que tiene lugar la acción actual de la novela.

### 10. Susu, me acerco a ti en mis sueños
Kohler invoca a un amante joven, Susu, un cantante gitano que cometió atrocidades contra los judíos durante la Segunda Guerra Mundial y finalmente fue ejecutado por los nazis. Mientras cava su túnel, el gato de Martha lo sorprende, y Kohler la estrangula instintivamente. Entierra al gato en uno de los armarios de Martha. Kohler recuerda los intentos de su padre de enseñarle a conducir, así como su reacción intolerante hacia los extranjeros (llama al jefe de la familia "el Sr. Toottoot").

### 11. Ir al río
Kohler recuerda una aventura prolongada con Lou, una dependienta de comercio y estudiante a tiempo parcial en su universidad. Esta sección también contiene un recuerdo largo y descriptivo de la niñez, que se centra en la obsesión del joven Kohler por los dulces, así como también un breve coqueteo con la adicción al juego.

### 12. Paria en las montañas del corazón
La última sección del libro se refiere principalmente a bocetos de los personajes de la madre, el padre y la tía de Kohler. Kohler, a la temprana edad de doce años, tiene que lidiar con la artritis paralizante de su padre y la disolución de su madre en la adicción al alcohol. Kohler revela que su desilusión infantil lo llevó a rechazar la poesía para centrarse en el estudio de la historia.

## Personajes
- William Frederick Kohler
- Martha Kohler
- Carl Kohler
- Adolph Kohler
- Margaret Phelps Kohler (Feeney/Finney)
- Frederick Karl Kohler
- Uncle Balt
- Auntie
- Gran
- Magus Tabor
- Charles Culp
- Tomasso Governali
- Walter Henry Herschel
- Oscar Planmantee
- Larry Lacelli
- Susu
- Lou
- Ruth/Rue